# Peter Milčák

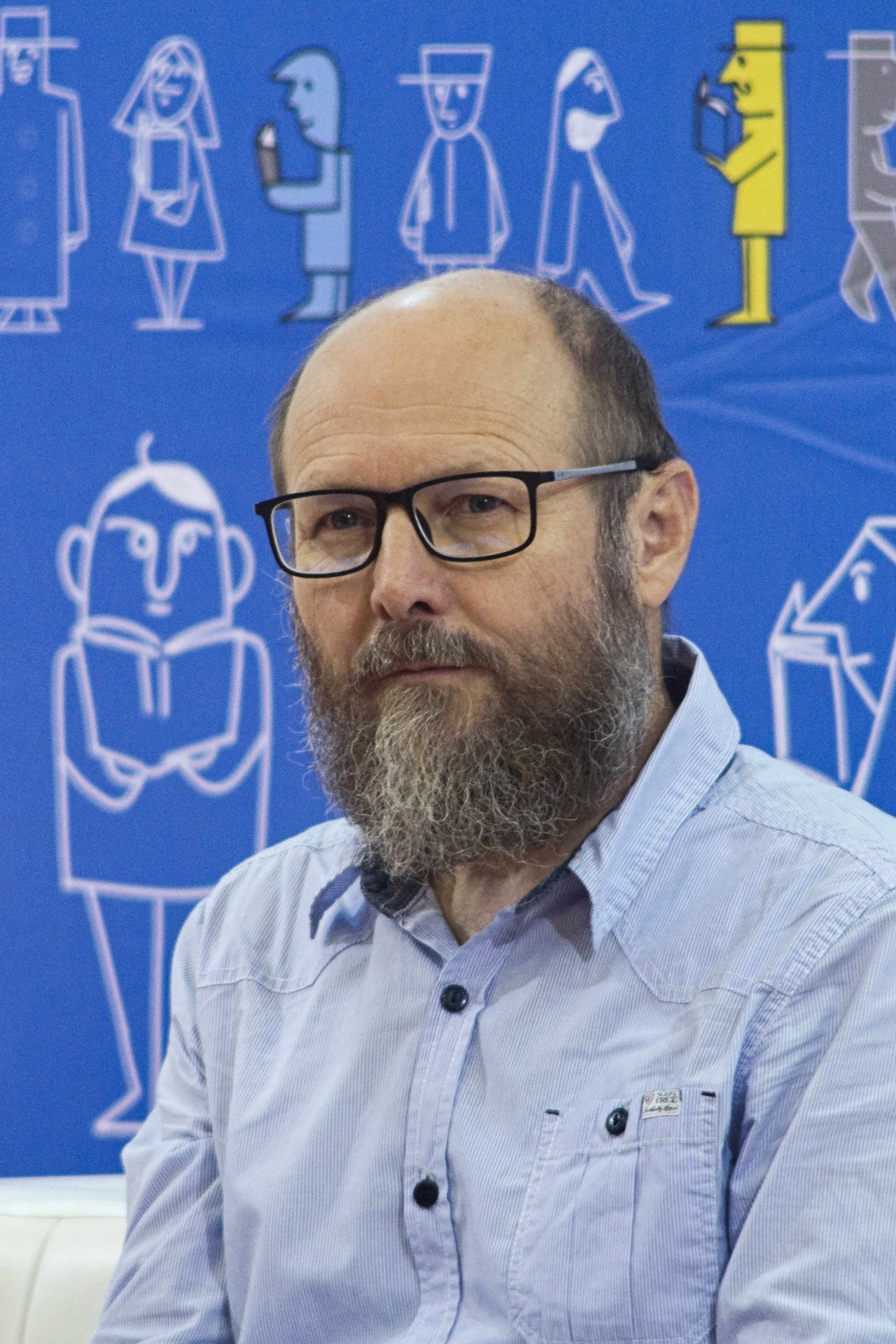
Peter Milčák (2023)

Peter Milčák (ur. 1966) – słowacki poeta, wydawca, tłumacz.
Autor tomów wierszy: Záprah pred zimou (1989), Prípravná čiara 57 – Preparation Line 57 (2005), Brum (2012), monografii literaturoznawczej Postava a jej kompetencie v rozprávkovom texte (2006) i szkiców literackich Mŕtve kvety medzi živými (2017).
Autor przekładów z języka angielskiego: Matthew Sweeneya, Kennetha Patchena, Aldena Nowlana i Marjorie Weinman Sharmat oraz z języka polskiego: Zbigniewa Herberta (razem z Marianem Milčákiem), Haliny Poświatowskiej, Czesława Miłosza (razem z Marianem Milčákiem), Marcina Świetlickiego, Doroty Koman, Wojciecha Bonowicza. Od 1991 roku prowadzi własne wydawnictwo Modrý Peter, publikujące poezję słowacką i przekłady poetyckie.
Nakładem Wydawnictwa Wolno ukazał się tom poezji Bracia krwi (2020) w przekładzie Bohdana Zadury.